# Kiekemal
Die Siedlung Kiekemal (auch Colonie Kiekemal) war eine Ortschaft auf dem Gebiet des heutigen Berliner Ortsteils Mahlsdorf im Bezirk Marzahn-Hellersdorf. Nach umfangreichen Bauarbeiten in den 1980er Jahren ist das Gebiet heute überwiegend mit mehrgeschossigen Wohnhäusern bebaut.

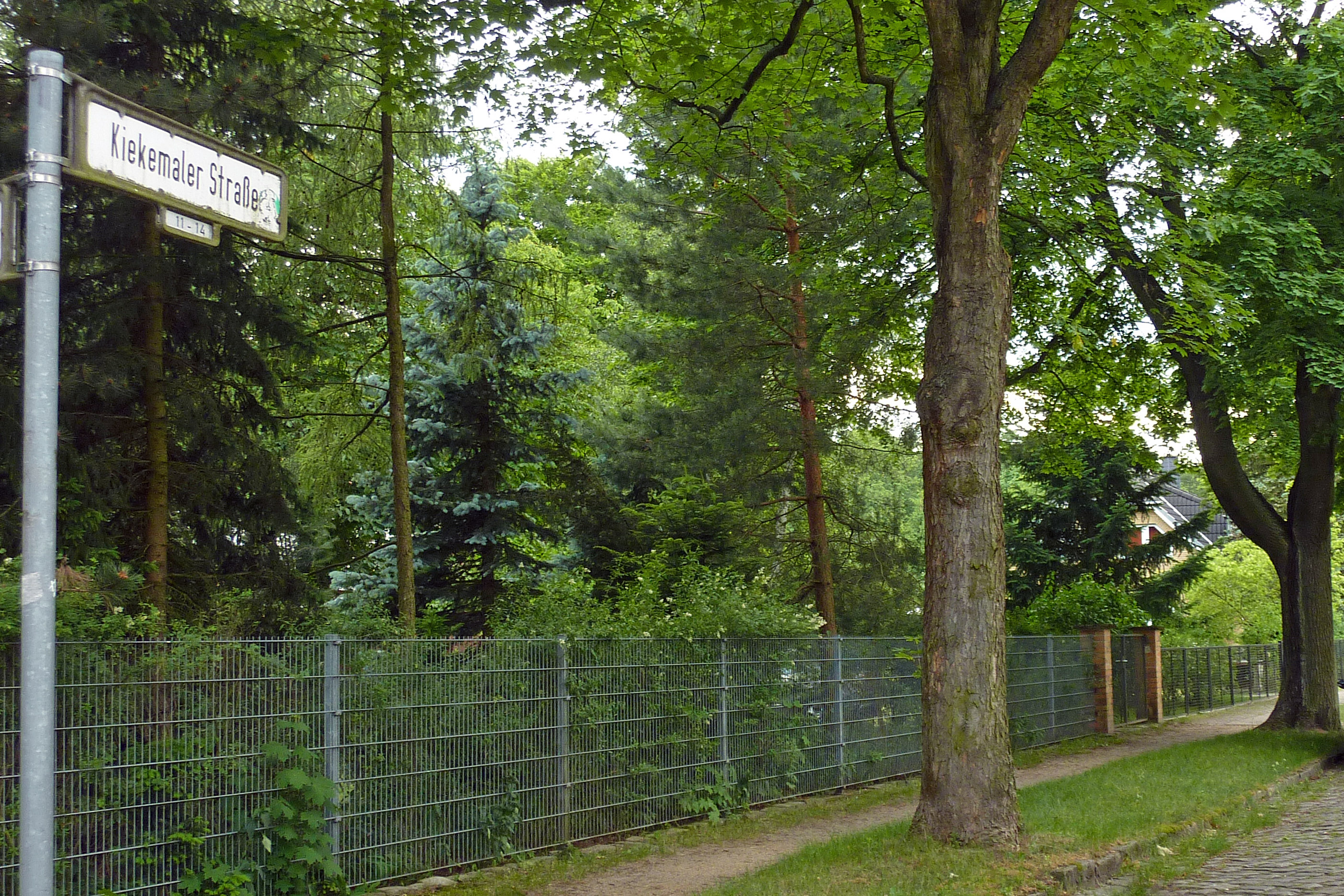
Kiekemaler Straße in Mahlsdorf-Süd, benannt nach dem Ursprung ihrer Ortslage Kiekemal

Sie wurde am 24. Juni 1753 offiziell gegründet. Genau wie im benachbarten Friedrichshagen siedelte der preußische König Friedrich II. hier württembergische Einwanderer an. Auf diesen soll auch der Name der Kolonie zurückzuführen sein, da er mit dem Satz „Na kiek er mal, das wird wohl langen für euch!“ die Menschen dorthin verwies. Die drei Familien mit 26 Mitgliedern stammten aus dem Ort Plattenhardt. Gekommen im Vertrauen auf ein mündliches Versprechen, wonach sie hier kostenloses Bau- und Ackerland erhalten sowie von Steuern befreit werden sollten, wurden sie infolge illegaler Bereicherungen preußischer Beamter nur zu Tagelöhnern und nicht, wie geplant, zu Siedlern.

## Andere Bedeutung
Der Spruch „Icke, dette, kieke mal, Oogen, Fleesch und Beene“ gilt als eine typische Zusammenfassung des Berliner Dialekts.

## Einzelnachweis
1. ↑  250 Jahre Kolonie Kiekemal Rezension. Neues Deutschland vom 24. Juni 2003, abgerufen am 9. März 2021.